# Campionat d'Europa de bàsquet masculí de 1989
L'edició XXVI del Campionat d'Europa de bàsquet masculí es va celebrar a la ciutat de Zagreb (Iugoslàvia), el 1989, i hi van participar 8 seleccions nacionals.

## Grups
Els vuit equips participants foren dividits en dos grups de la següent manera:
| Grup A         | Grup B     |
| -------------- | ---------- |
| Espanya        | Bulgària   |
| Itàlia         | França     |
| Països Baixos  | Grècia     |
| Unió Soviètica | Iugoslàvia |

## Primera fase

### Grup A
| Equip          | J | G | P | T+  | T-  | DT  | PTS |
| -------------- | - | - | - | --- | --- | --- | --- |
| Unió Soviètica | 3 | 3 | 0 | 304 | 236 | +68 | 6   |
| Itàlia         | 3 | 2 | 1 | 270 | 229 | +41 | 5   |
| Espanya        | 3 | 1 | 2 | 250 | 281 | -31 | 4   |
| Països Baixos  | 3 | 0 | 3 | 198 | 276 | -78 | 3   |

#### Resultats[2]
| Data     | Partit         | Partit | Partit         | Resultat |
| -------- | -------------- | ------ | -------------- | -------- |
| 20.06.89 | Països Baixos  | -      | Espanya        | 76-78    |
| 20.06.89 | Itàlia         | -      | Unió Soviètica | 84-87    |
| 21.06.89 | Unió Soviètica | -      | Països Baixos  | 109-56   |
| 21.06.89 | Espanya        | -      | Itàlia         | 76-97    |
| 22.06.89 | Països Baixos  | -      | Itàlia         | 66-89    |
| 22.06.89 | Unió Soviètica | -      | Espanya        | 108-96   |

### Grup B
| Equip      | J | G | P | T+  | T-  | DT  | PTS |
| ---------- | - | - | - | --- | --- | --- | --- |
| Iugoslàvia | 3 | 3 | 0 | 307 | 235 | +72 | 6   |
| Grècia     | 3 | 2 | 1 | 251 | 250 | +1  | 5   |
| França     | 3 | 1 | 2 | 272 | 264 | +8  | 4   |
| Bulgària   | 3 | 0 | 3 | 229 | 310 | -81 | 3   |

#### Resultats
| Data     | Partit     | Partit | Partit     | Resultat |
| -------- | ---------- | ------ | ---------- | -------- |
| 20.06.89 | França     | -      | Bulgària   | 109-78   |
| 20.06.89 | Iugoslàvia | -      | Grècia     | 103-68   |
| 21.06.89 | Grècia     | -      | França     | 80-74    |
| 21.06.89 | Bulgària   | -      | Iugoslàvia | 78-98    |
| 22.06.89 | Grècia     | -      | Bulgària   | 103-73   |
| 22.06.89 | França     | -      | Iugoslàvia | 89-106   |

## Fase final

### Eliminatòries del 1r al 4t classificat
|  | Semifinals     | Semifinals |    |            | Final          | Final |
|  |                |            |    |            |                |       |
|  | 24 de juny     |            |    |            |                |       |
|  | Iugoslàvia     | 97         |    |            |                |       |
|  | Itàlia         | 80         |    |            |                |       |
|  |                |            |    |            |                |       |
|  |                |            |    |            | 25 de juny     |       |
|  |                |            |    |            | Iugoslàvia     | 98    |
|  |                | Grècia     | 77 |            |                |       |
|  |                |            |    |            |                |       |
|  |                |            |    |            |                |       |
|  |                |            |    |            | Tercer lloc    |       |
|  | 24 de juny     | 24 de juny |    | 25 de juny | 25 de juny     |       |
|  | Grècia         | 81         |    | Itàlia     | 76             |       |
|  | Unió Soviètica | 80         |    |            | Unió Soviètica | 104   |

### Eliminatòries del 5è al 8è classificat
|  | Semifinals    | Semifinals |    |               | Final       | Final |
|  |               |            |    |               |             |       |
|  | 24 de juny    |            |    |               |             |       |
|  | França        | 107        |    |               |             |       |
|  | Països Baixos | 100        |    |               |             |       |
|  |               |            |    |               |             |       |
|  |               |            |    |               | 25 de juny  |       |
|  |               |            |    |               | França      | 87    |
|  |               | Espanya    | 95 |               |             |       |
|  |               |            |    |               |             |       |
|  |               |            |    |               |             |       |
|  |               |            |    |               | Tercer lloc |       |
|  | 24 de juny    | 24 de juny |    | 25 de juny    | 25 de juny  |       |
|  | Bulgària      | 85         |    | Països Baixos | 86          |       |
|  | Espanya       | 108        |    |               | Bulgària    | 91    |

## Medaller
|            |        |                |
| Iugoslàvia | Grècia | Unió Soviètica |

## Classificació final[3]
| 1. - Iugoslàvia     |
| 2. - Grècia         |
| 3. - Unió Soviètica |
| 4. - Itàlia         |
| 5. - Espanya        |
| 6. - França         |
| 7. - Bulgària       |
| 8. - Països Baixos  |

## Plantilla dels 4 primers classificats
Medalla d'or: Iugoslàvia Drazen Petrovic, Toni Kukoc, Vlade Divac, Dino Radja, Zarko Paspalj, Stojan Vranković, Predrag Danilović, Jure Zdovc, Zoran Cutura, Zdravko Radulovic, Zoran Radović, Mario Primorac (Entrenador: Dusan Ivkovic)
Medalla d'argent: Grècia Nikos Galis, Panagiotis Giannakis, Panagiotis Fasoulas, Fanis Christodoulou, Nikos Filippou, Dinos Angelidis, Argiris Kambouris, Kostas Patavoukas, David Stergakos, Liveris Andritsos, Dimitris Papadopoulos, John Korfas (Entrenador: Efthimis Kioumourtzoglou)
Medalla de bronze: Unió Soviètica Arvydas Sabonis, Alexander Volkov, Sarunas Marciulionis, Rimas Kurtinaitis, Valdemaras Chomicius, Valeri Tikhonenko, Aleksander Belostenny, Tiit Sokk, Valeri Goborov, Gundars Vetra, Viktor Berejnoi, Elshad Gadashev (Entrenador: Vladas Garastas)
Quart lloc: Itàlia Mike D'Antoni, Antonello Riva, Walter Magnifico, Roberto Brunamonti, Riccardo Morandotti, Augusto Binelli, Ario Costa, Andrea Gracis, Massimo Iacopini, Sandro Dell'Agnello, Giuseppe Bosa, Flavio Carera (Entrenador: Sandro Gamba)

## Trofeus individuals

### Millor jugador (MVP)[8]
| MVP                        |
| Iugoslàvia Drazen Petrovic |

### Màxims anotadors del campionat[9]
|   | Jugador                    | Punts per partit | Punts | Partits jugats |
| - | -------------------------- | ---------------- | ----- | -------------- |
| 1 | Grècia Nikolaos Gallis     | 35,6             | 175   | 5              |
| 2 | Iugoslàvia Drazen Petrovic | 30,0             | 150   | 5              |
| 3 | França Stéphane Ostrowski  | 24,0             | 120   | 5              |
| 4 | França Richard Dacoury     | 22,0             | 110   | 5              |
| 5 | Itàlia Antonello Riva      | 18,4             | 93    | 5              |